# Lene Løseth
Lene Løseth (ur. 26 listopada 1986 w Ålesund) – norweska narciarka alpejska, srebrna medalistka mistrzostw świata juniorów.

## Kariera
Pierwszy raz na arenie międzynarodowej Lene Løseth pojawiła się 24 listopada 2001 roku w Bjorli, gdzie w zawodach FIS Race w gigancie zajęła 24. miejsce. W 2003 roku wystartowała na mistrzostwach świata juniorów w Briançonnais, zdobywając srebrny medal w tej samej konkurencji. W zawodach tych rozdzieliła na podium Jessicę Lindell-Vikarby ze Szwecji oraz Niemkę Marię Riesch. Jeszcze trzykrotnie startowała na imprezach tego cyklu, największy sukces osiągając podczas mistrzostw świata juniorów w Mariborze w 2004 roku, gdzie w slalomie zajęła trzynaste miejsce.
W zawodach Pucharu Świata zadebiutowała 12 grudnia 2004 roku w Altenmarkt, gdzie nie zakwalifikowała się do drugiego przejazdu slalomu. Pierwsze pucharowe punkty wywalczyła 5 stycznia 2006 roku w Zagrzebiu, zajmując 27. miejsce w tej samej konkurencji. Nigdy nie stanęła na podium zawodów tego cyklu, najwyższe lokaty uzyskała 29 grudnia 2008 roku w Semmering i 30 stycznia 2009 roku w Garmisch-Partenkirchen, gdzie slalom kończyła na dwudziestej pozycji. Najlepsze wyniki osiągała w sezonie 2008/2009, kiedy zajęła 91. miejsce w klasyfikacji generalnej. W 2007 roku wystąpiła na mistrzostwach świata w Åre, zajmując 38. miejsce w gigancie i 23. miejsce w slalomie. Podczas rozgrywanych dwa lata później mistrzostw świata w Val d’Isère w gigancie była dziewiętnasta, a rywalizacji w slalomie nie ukończyła. Nigdy nie brała udziału w igrzyskach olimpijskich. Wielokrotnie zdobywała medale mistrzostw Norwegii, tym pięć złotych: w slalomie w latach 2005 i 2008, gigancie w latach 2007 i 2008 oraz w superkombinacji w 2008 roku. W 2011 roku zakończyła karierę.
Jej siostry: Mona i Nina również uprawiają narciarstwo alpejskie.

## Osiągnięcia

### Mistrzostwa świata
| Miejsce | Dzień     | Rok  | Miejscowość | Konkurencja | Czas biegu  | Strata  | Zwyciężczyni    |
| ------- | --------- | ---- | ----------- | ----------- | ----------- | ------- | --------------- |
| 38.     | 13 lutego | 2007 | Åre         | Gigant      | 2:31,72 min | +7,05 s | Nicole Hosp     |
| 23.     | 16 lutego | 2007 | Åre         | Slalom      | 1:43,91 min | +3,62 s | Šárka Záhrobská |
| 19.     | 12 lutego | 2009 | Val d’Isère | Gigant      | 2:03,49 min | +3,42 s | Kathrin Hölzl   |
| DNF1    | 14 lutego | 2009 | Val d’Isère | Slalom      | 1:51,80 min | -       | Maria Riesch    |

### Mistrzostwa świata juniorów
| Miejsce | Dzień     | Rok  | Miejscowość  | Konkurencja | Czas biegu  | Strata  | Zwyciężczyni            |
| ------- | --------- | ---- | ------------ | ----------- | ----------- | ------- | ----------------------- |
| 23.     | 5 marca   | 2003 | Briançonnais | Supergigant | 1:20,02 min | +2,90 s | Julia Mancuso           |
| DNF1    | 7 marca   | 2003 | Briançonnais | Slalom      | 1:38,53 min | -       | Michaela Kirchgasser    |
| 2.      | 8 marca   | 2003 | Briançonnais | Gigant      | 2:05,70 min | +0,71 s | Jessica Lindell-Vikarby |
| 63.     | 10 lutego | 2004 | Maribor      | Zjazd       | 1:12,23 min | +6,97 s | Maria Riesch            |
| 43.     | 12 lutego | 2004 | Maribor      | Supergigant | 1:26,79 min | +3,98 s | Nadia Fanchini          |
| DNF2    | 13 lutego | 2004 | Maribor      | Gigant      | 2:21,39 min | -       | Maria Riesch            |
| 13.     | 15 lutego | 2004 | Maribor      | Slalom      | 1:40,73 min | +2,84 s | Kathrin Zettel          |
| DNS     | 23 lutego | 2005 | Bardonecchia | Zjazd       | 1:28,84 min | -       | Nadia Fanchini          |
| 60.     | 24 lutego | 2005 | Bardonecchia | Supergigant | 1:26,81 min | +6,81 s | Andrea Fischbacher      |
| DNF2    | 25 lutego | 2005 | Bardonecchia | Slalom      | 1:23,97 min | -       | Šárka Záhrobská         |
| 32.     | 26 lutego | 2005 | Bardonecchia | Gigant      | 2:21,34 min | +5,20 s | Nadia Fanchini          |
| DNS1    | 4 marca   | 2006 | Québec       | Slalom      | 1:37,30 min | -       | Maria Pietilä-Holmner   |
| DNS1    | 7 marca   | 2006 | Québec       | Gigant      | 2:22,43 min | -       | Tina Weirather          |

### Puchar Świata

#### Miejsca w klasyfikacji generalnej
- sezon 2005/2006: 114.
- sezon 2006/2007: 106.
- sezon 2008/2009: 91.
- sezon 2009/2010: 108.

#### Miejsca na podium
Løseth nigdy nie stanęła na podium zawodów PŚ.